# نورمن تاگارد
نورمن تاگارد (به انگلیسی: Norman Thagard) فضانورد اهل کشور ایالات متحده آمریکا است که در ۳ ژوئیهٔ ۱۹۴۳ میلادی در ماریانا، فلوریدا زاده شد. وی در مأموریت اس‌تی‌اس-۷، اس‌تی‌اس-۵۱-بی، اس‌تی‌اس-۳۰، اس‌تی‌اس-۴۲، سایوز تی‌ام-۲۱، میر ئی‌او-۱۸، اس‌تی‌اس-۷۱ حضور داشته است.